# Banned in the U.S.A.
Banned in the U.S.A. è il quarto album in studio del gruppo Miami bass statunitense 2 Live Crew, pubblicato nel 1990.

## Tracce
1. Banned in the U.S.A. – 4:24
2. News Flash—People in the News – 0:16
3. Man, Not a Myth – 3:57
4. News Flash—350 Men – 0:25
5. Fuck Martinez – 3:55
6. News Flash—Super Snoop – 0:10
7. Strip Club – 3:17
8. News Flash—Nation by Storm – 0:07
9. Do the Bart – 4:28
10. In Color—Men on Records – 0:39
11. Face Down, Ass Up – 3:02
12. Hey, Jack! – 0:55
13. Bass 9-1-7 – 4:42
14. So Funky – 4:58
15. News Flash—Poll Results – 0:10
16. Mamolapenga – 3:02
17. Video No Soul – 0:09
18. I Ain't Bullshittin' Part 2 – 6:42
19. Commercial—Nasty Motherfuckers – 0:15
20. This Is to Luke from the Posse – 5:15
21. News Flash—British Youth – 0:12
22. Fuck a Gang – 3:56
23. Commercial—Inquiring Minds – 0:07
24. Arrest in Effect – 3:25
25. Mega Mix IV – 3:31